# جانی دیکسون (بازیکن فوتبال)
جانی دیکسون (انگلیسی: Jonny Dixon؛ زادهٔ ۱۶ ژانویهٔ ۱۹۸۴) بازیکن فوتبال اهل بریتانیا است.
از باشگاه‌هایی که در آن بازی کرده‌است می‌توان به باشگاه فوتبال کراولی تاون، باشگاه فوتبال ایستلی، باشگاه فوتبال گرایس اتلتیک، باشگاه فوتبال برایتون اند هوو آلبیون، باشگاه فوتبال وایکام واندررز، و باشگاه فوتبال آلدرشات تاون اشاره کرد.